# Moorschlatts und Heiden in Wachendorf
Die Moorschlatts und Heiden in Wachendorf sind ein Naturschutzgebiet in der niedersächsischen Stadt Lingen und in der Gemeinde Geeste im Landkreis Emsland.
Das Naturschutzgebiet mit dem Kennzeichen NSG WE 264 ist 145 Hektar groß. Davon entfallen 136 Hektar auf die Stadt Lingen und 9 Hektar auf den Landkreis Emsland. Knapp 110 Hektar des Gebietes bilden das gleichnamige FFH-Gebiet. Das Gebiet steht seit dem 20. Dezember 2007 unter Naturschutz. Zuständige untere Naturschutzbehörde sind die Stadt Lingen und der Landkreis Emsland.
Das Naturschutzgebiet liegt nordwestlich von Lingen im Forst Arenberg. Das Gebiet ist von fluviatilen Ablagerungen, Flug- und Dünensand geprägt, auf denen ein überwiegend aus Kiefern und Lärchen bestehender Nadelwald wächst. In Mulden sind Stillgewässer sowie Hochmoor mit Torfmoos-Schwingrasen und Moorheide zu finden. Im Osten des Naturschutzgebietes sind Heideflächen vorherrschend, die mit Magerrasen durchsetzt sind.
Einzelne Flächen im Naturschutzgebiet werden landwirtschaftlich genutzt. Der Wald wird überwiegend forstwirtschaftlich bewirtschaftet.